# Zach Galifianakis
Zachary Knight Galifianakis (/ˌɡælɪfəˈnækɪs/; sinh ngày 1 tháng 10 năm 1969) là một nam diễn viên, nghệ sĩ hài người Mỹ. Ông từng tham gia trong một số phim điện ảnh như: Due Date (2010), The Campaign (2012), Birdman or (The Unexpected Virtue of Ignorance) (2014), Masterminds (2016) và The Lego Batman Movie (2017).

## Thời thơ ấu
Galifianakis sinh ra tại Wilkesboro, North Carolina. Ông là con trai của Mary (nhũ danh: Cashion) và Harry Frances.